# Linothele gaujoni
Espèce
Synonymes
- Uruchus gaujoni Simon, 1889

Linothele gaujoni est une espèce d'araignées mygalomorphes de la famille des Dipluridae.

## Distribution
Cette espèce est endémique de la province de Loja en Équateur,. Elle se rencontre vers Amaluza et Laguna de la Cruz.

## Description
La carapace de la femelle syntype mesure 10,5 mm de long sur 9,5 mm.
Le mâle décrit par Sherwood en 2022 mesure 22,4 mm
Le mâle décrit par Dupérré, Tapia et Bond en 2023 mesure 23,38 mm et la femelle 28,43 mm.

## Systématique et taxinomie
Cette espèce a été décrite sous le protonyme Uruchus gaujoni par Simon en 1889. Elle est placée dans le genre Linothele par Raven en 1985.

## Étymologie
Cette espèce est nommée en l'honneur de l'abbé Théophile Gaujon.

## Publication originale
- Simon, 1889 : « Révision des Aviculariidae de la République de l'Ecuador. » Actes de la Société linnéenne de Bordeaux, vol. 42, p. 399-404 (texte intégral).